# بيل بيري
بيل بيري (بالإنجليزية: Bill Perry)‏ (10 سبتمبر 1930 جوهانسبرغ جنوب أفريقيا - 27 سبتمبر 2007) هو لاعب كرة قدم جنوب أفريقي سابق كان يلعب كلاعب وسط.